# Rivière Saint-Jean (Saguenay)
Der Rivière Saint-Jean ist ein Zufluss des Saguenay-Fjords in der Verwaltungsregion Saguenay–Lac-Saint-Jean im Osten der kanadischen Provinz Québec.

## Flusslauf
Der Rivière Saint-Jean bildet den Abfluss des Lac Brébeuf. Er verlässt diesen an dessen Ostende. Der Rivière Cami mündet kurz darauf rechtsseitig in den Fluss. Der Rivière Saint-Jean fließt in überwiegend nordöstlicher Richtung nach L’Anse-Saint-Jean, wo er in die am Südufer des Saguenay-Fjords gelegene Bucht Anse Saint-Jean mündet. Der Rivière Saint-Jean hat eine Länge von 50 km. Er entwässert ein Areal von 756 km². Der mittlere Abfluss des Rivière Saint-Jean beträgt 15 m³/s.

## Gedeckte Brücken
Die gedeckte Brücke Pont du Faubourg überspannt den Fluss in der Gemeinde L’Anse-Saint-Jean.

## Wasserkraftanlagen
Etwa 12 km oberhalb der Mündung befindet sich am Rivière Saint-Jean ein Laufwasserkraftwerk (⊙), das von Hydro-Morin betrieben wird. Es hat eine installierte Leistung von 450 kW.